# Legatus leucophaius
Caça-moscas-pirata ou bem-te-vi-pirata (Legatus leucophaius (Vieillot)), chamado popularmente de bem-te-vi-pequeno, bem-te-vi-gamela e filho-de-bem-te-vi, é uma ave da família dos tiranídeos. O dorso é pardo-esverdeado. A sobrancelha e a garganta são brancas. O peito e o abdômen são amarelo-pálidos, com pontos cinzentos.

## Etimologia
"Bem-te-vi-pequeno" e "filho-de-bem-te-vi" são referências a sua semelhança com os bem-te-vis e ao tamanho pequeno da espécie.